# المنزل (حبيش)

تعديل مصدري - تعديل

المنزل هي إحدى قرى عزلة العارضة بمديرية حبيش التابعة لمحافظة إب، بلغ تعداد سكانها 51 نسمة حسب تعداد اليمن لعام 2004.